# Gangjin-eup
Gangjin-eup (koreanska: 강진읍, 康津邑) är en köping i den södra delen av Sydkorea, 325 km söder om huvudstaden Seoul. Den är administrativ huvudort i kommunen Gangjin-gun i provinsen Södra Jeolla.